# Archanes-Asterusia
Archanes-Asterusia (gr. Δήμος Αρχανών-Αστερουσίων, Dimos Archanon-Asterusion) – gmina w Grecji, na Krecie, w administracji zdecentralizowanej Kreta, w regionie Kreta, w jednostce regionalnej Heraklion. Siedzibą gminy jest Peza, a siedzibami historycznymi są Epano Archanes i Pirgo. W 2011 roku liczyła 16 692 mieszkańców. Powstała 1 stycznia 2011 roku w wyniku połączenia dotychczasowych gmin: Archanes, Nikos Kazandzakis i Asterusia.